# Cierpisz (Łańcut)
Pour les articles homonymes, voir Cierpisz.
Cierpisz est une localité polonaise de la gmina et du powiat de Łańcut en voïvodie des Basses-Carpates.
En 2021, la localité compte 838 habitants.